# Österrikes Grand Prix 1985
Österrikes Grand Prix 1985 var det tionde av 16 lopp ingående i formel 1-VM 1985.

## Resultat
1. Alain Prost, McLaren-TAG, 9 poäng
2. Ayrton Senna, Lotus-Renault, 6
3. Michele Alboreto, Ferrari, 4
4. Stefan "Lill-Lövis" Johansson, Ferrari, 3
5. Elio de Angelis, Lotus-Renault, 2
6. Marc Surer, Brabham-BMW, 1
7. Stefan Bellof, Tyrrell-Renault (varv 49, bränslebrist)
8. Thierry Boutsen, Arrows-BMW
9. Huub Rothengatter, Osella-Alfa Romeo
10. Patrick Tambay, Renault (46, motor)

### Förare som bröt loppet
- Jacques Laffite, Ligier-Renault (varv 43, olycka)
- Pierluigi Martini, Minardi-Motori Moderni (40, upphängning)
- Niki Lauda, McLaren-TAG (39, motor)
- Gerhard Berger, Arrows-BMW (33, turbo)
- Teo Fabi, Toleman-Hart (31, elsystem)
- Derek Warwick, Renault (29, motor)
- Kenny Acheson, RAM-Hart (28, motor)
- Nelson Piquet, Brabham-BMW (26, avgassystem)
- Nigel Mansell, Williams-Honda (25, motor)
- Riccardo Patrese, Alfa Romeo (25, motor)
- Jonathan Palmer, Zakspeed (17, motor)
- Philippe Alliot, RAM-Hart (16, turbo)
- Andrea de Cesaris, Ligier-Renault (13, olycka)
- Eddie Cheever, Alfa Romeo (6, turbo)
- Keke Rosberg, Williams-Honda (4, oljetryck)

### Förare som ej startade
- Piercarlo Ghinzani, Toleman-Hart

### Förare som ej kvalificerade sig
- Martin Brundle, Tyrrell-Ford